# 少年斯派维的奇异旅行
《少年斯派维的奇异旅行》（英語：The Young and Prodigious T.S. Spivet）是一部2013年冒险片，改编自莱夫·拉森（Reif Larsen）的同名小说。影片由让-皮埃尔·热内执导，海伦娜·博纳姆·卡特、茱蒂·戴维斯、卡卢姆·凯斯·雷尼和童星凯尔·卡特利特主演。

## 剧情
10岁男孩T.S.斯派维对制图学和科学发明很有热情。有一次，史密森尼博物馆告诉他，他的永动机发明赢得了非常著名的贝尔德奖，邀请他前去领奖并发表演讲。事先没有告诉其他人的斯派维带着一个望远镜、四个圆规和种种曾曾祖母留给他的回忆，登上一辆货运火车横跨美国抵达华盛顿特区。

## 演员
- 海伦娜·博纳姆·卡特 饰 克莱尔博士
- 茱蒂·戴维斯 饰 G.H.吉布森
- 卡卢姆·凯斯·雷尼 饰 父亲
- 雅各布·戴维斯 饰 雷顿
- 尼姆哈·威尔逊 饰 格蕾西
- 瑞克·梅萨 饰 罗伊
- 多米尼克·皮诺 饰 两朵云
- 朱利安·瑞钦斯 饰 里奇
- 理查德·尤特拉斯 饰 斯滕伯克先生

## 奖项
影片在第39届凯萨奖上赢得最佳摄影奖。